# Türk Silahlı Kuvvetleri
Tureckie siły zbrojne (tur. Türk Silahlı Kuvvetleri) – siły i środki wydzielone przez Turcję do zabezpieczenia własnych interesów i prowadzenia walki zbrojnej zarówno na jej terytorium, jak i poza nim. Składają się z wojsk lądowych, sił powietrznych, marynarki wojennej i wojsk ochrony wybrzeża. Łączna liczba żołnierzy, służących w TSZ wynosi ok. 730 tys.(w tym 380 tys. personelu rezerwowego). Około 36 tys. żołnierzy stacjonuje w Republice Tureckiej Cypru Północnego. Służba wojskowa trwa 6 miesięcy. Budżet wojsk tureckich w 2010 wynosił równowartość 25 mld USD, co stanowiło 2,7% PKB. Według rankingu Global Firepower (2021) tureckie siły zbrojne stanowią jedenastą siłę militarną na świecie, z rocznym budżetem na cele obronne w wysokości 17,3 mld dolarów (USD).

## Wojska lądowe
Tureckie wojska lądowe liczą ok. 402 tys. żołnierzy (w tym ok. 325 tys. z poboru) i dysponują m.in.: 3046 czołgami, (1377 M-48, 932 M-60 oraz 398 Leopard 1 i 339 Leopard 2A4), 2831 bojowymi wozami piechoty (gł. ACV-15 – pochodne M113), 2990 jednostkami artylerii. 200 czołgów Leopard 2 i M60 będzie zmodernizowane na przełomie drugiej i trzeciej dekady XXI wieku.
Lotnictwo wojsk lądowych posiada około 400 śmigłowców (w tym 30 szturmowych Bell AH-1 Cobra, 106 Sikorsky UH-60 Black Hawk, 48 Eurocopter AS532 Cougar, ~200 Bell UH-1 Iroquois).
Podczas działań bojowych w Syrii tureckie siły zbrojne straciły co najmniej dziesięć czołgów Leopard 2.

## Marynarka
Turecka marynarka wojenna liczy 52,7 tys. żołnierzy (34,5 tys. pochodzi z poboru), w tym 3,1 tys. żołnierzy liczy piechota morska. Marynarka jest wyposażona m.in. w: 14 okrętów podwodnych, 16 fregat, 6 korwet i 63 okręty patrolowe i obrony wybrzeża.

## Siły powietrzne
Tureckie Siły Powietrzne liczą 60,1 tys. żołnierzy (w tym 31,5 tys. z poboru). Ich rdzeń stanowią samoloty bojowe F-16C/D i F-4E.

## Rola sił zbrojnych w polityce Turcji
Od chwili utworzenia republiki w 1923 r. Tureckie Siły Zbrojne uważają się za strażnika kemalizmu, choć sam Mustafa Kemal Atatürk nie był zwolennikiem wtrącania się wojska do polityki. TSZ nadal wywierają wpływ na życie polityczne kraju, choć przez ostatnie kilkadziesiąt lat znacząco się zmniejszył. Wojsko trzykrotnie (w 1960, 1971 i 1980) przeprowadzało zamach stanu, przejmując w ten sposób władzę. Ostatnia interwencja wojska miała miejsce w 2016 r.
Rząd Recepa Tayyipa Erdoğana likwiduje wpływ wojska na politykę. Prokuratura oskarża żołnierzy spiskowców, a sądy sądzą. Kilkuset żołnierzy (ale także ludzi spoza wojska wykonujących wiele zawodów) ma procesy sądowe za przygotowywanie zamachów stanu. Sądzeni są członkowie nielegalnej organizacji Ergenekon. 21 IX 2012 sąd wydał wyrok skazujący 326 oskarżonych w Aferze Ergenekon.
W nocy z 12 na 13 lipca 2013 roku turecki parlament wprowadził zmiany do ustawy określającej rolę sił zbrojnych Turcji. Usunięto zapisy dające podstawy prawne do interwencji sił zbrojnych w sprawy wewnętrzne. Wyrok ten jest przełomowy. Znacząco zmienił on relacje między dowództwem Tureckich Sił Zbrojnych a władzami politycznymi Republiki Tureckiej.
Część oficerów i żołnierzy sił zbrojnych uczestniczyła w podjętej 15 lipca 2016 próbie zamachu stanu.